# 周礼全
周礼全（1921年—2008年），男，汉族，湖南吉首人，中国逻辑学家，曾任中国社会科学院哲学研究所研究员、博士生导师。